# Agregado mineral
Agregado mineral é a designação dada a associações de minerais, quase sempre resultado de fenómenos de paragénese, que agrupam numa estruturas única vários minerais e mineraloides ou várias formas do mesmo mineral. Em contraste com o que acontece nas maclas, com as quais os agregados minerais apresentam semelhanças genéticas e morfológicas, nos agregados as massas cristalinas desenvolvem-se aleatoriamente, em direções diferentes, sem seguir um padrão de cristalização pré-determinado. Ao se desenvolverem conjuntamente e em interpenetração, os cristais, cristalitos e mineraloides, com tamanho dos grãos por vezes bem diferenciados forma agregados minerais com formas de agregação típicas e características dos minerais presentes.

## Formas de agregação
A aparência dos agregados minerais depende, entre outras coisas, do tamanho, desenvolvimento, estrutura e tipo e número de minerais. Há um total de dez tipos de formas de agregados minerais, cujas subespécies, dependendo da forma de crescimento e da forma cristalina, apresentam diferentes nomes descritivos, que geralmente também correspondem ao hábito cristalino:
| Forma de agregação                                                | Descrição e subespécie | Ilustração |
| ----------------------------------------------------------------- | --- | ---------- |
| Maciço, grosseiro, amorfo, terroso                                | Esta forma de agregação inclui, ente muitos outros minerais e mineraloides, vários minérios, como a calcopirite, e também gemas e pedras semi-preciosas, como a opala ou a turquesa. |            |
| Granulares a cristalinos                                          | O âmbito desta forma de agregação varia de criptocristalino e cristalitos microcristalinos (com cristais ainda reconhecíveis com o microscópio) até estruturas granulares e cristais bem desenvolvidos. Apresenta os seguintes subtipos: 1. fibroso, piloso ou filamentos, como o crisótilo, a natrolite ou a okenite; 2. acicular a ramoso, como a calcoxenite, o rutilo ou a stibnite; 3. colunar, como o quartzo e muitos outros; 4. micáceo, escamoso, arborescente ou lamelar, como, entre outros, a muscovite ou a biotite; 5. radial-fascicular ou em roseta, como, por exemplo, a auricalcite, a natrolite, a hematite, a ilmenite e a molibdenite. |            |
| Massas cristalinas e drusas                                       | Um agregado mineral com cristais separados é referido como uma massa ou intrusão cristalina. Muitas destas massas são parte de drusas. Podem assumir as seguintes formas: 1. colunar, em pente ou em forma de pincel (cristais mais ou menos paralelos entre si); 2. tabular (crescimento sem limitações em apenas duas direções). |            |
| Secreções                                                         | Quando cavidades no material geológico são preenchidas com substâncias coloidais ou substâncias minerais formadoras de cristais, são frequentemente formados agregados concêntricos semelhantes a cascas ou conchas. Os melhores exemplos são as ágatas-amigdalinas formadas a partir de ácido silícico, mas também as rodocrosites e a Schalenblende (uma mistura de esfalerite, wurtzite e outros minerais em agregados com uma forma concoidal típica). |            |
| Concreções                                                        | Este tipo de agregado forma-se sob a forma de esferas irregulares ou agregados grosseiramente laminados a rosáceas predominantemente em sedimentos. As rosas-das-areias, uma variedade de gesso ou barite de tamanhos por vezes impressionante são formados dessa maneira. |            |
| Oolitos ou esferólitos                                            | O termo oólito ou esferólito (ou esférula) inclui todos os agregados de forma tendencialmente esférica, botrioide (em forma de uva), nodular e formas do tipo ovas, rim, opala ou vesicular. Os agregados minerais com uma estrutura semelhante a uma concha também estão incluídos nesta tipologia, bem como as formas designadas por «gota de vidro», que são em geral maiores e com forma vai de quase esférica a semelhante a uma uva. |            |
| Formas de fluxo (ou de escorrimento)                              | Entre as formas de fluxo ou de escorrimento estão principalmente agregados colomórficos com textura framboidal ou colomórfica em rochas resultantes de precipitação de coloides por gotejamento, como estalactites, estalagmites e similares, mas também as conhecidas formas com laminações entrecruzadas, como as encontradas em gessos ou em psilomelanos. |            |
| Tubos em agregados semelhantes a estruturas capilares e coralinas | Estas formas incluem a cilindrite e aragonite na variedade conhecida por flor-de-ferro. |            |
| Esqueletos e dendritos                                            | A grande maioria dos minerais de elementos metálicos, como ouro, prata, cobre e outros, desenvolvem-se nesta forma, formando não apenas esqueletos e dendritos (agregados semelhantes a árvores), mas também fios, teias e tranças. |            |
| Crostas, eflorescências e formas acessórias e similares           | Muitos minerais secundários revestem os minerais primários dos quais derivam, por ex. por efeito da meteorização, com revestimentos finos em forma de crostas ou de eflorescências. Outros termos que descrevem essa forma de agregado mineral são encapsulamento, cobertura e encaixe. Entre outros exemplos, pertencem a esta tipologia as eflorescências de azurite-malaquite frequentemente fundidas entre si e as crostas de enxofre frequentes em fumarolas. |            |